# 関東大学リーグ
関東大学リーグ（かんとうだいがくリーグ）とは、関東エリアに所在の大学に所属する学生や団体組織が、スポーツやゲームなどの競技分野において、関東チャンピオンや関東代表を決めるための大会或いは、その大会・リーグ戦を運営する組織としての連合体（連盟）を呼ぶ場合の通称。殆んどの競技において一般的には省略して「関東リーグ」・「関東選手権」・「関東大会」などと呼ばれる。「学生＝大学生」と捉える解釈においては「関東学生リーグ」と同義語になる。
リーグ戦のみで関東での順位を決める場合と、複数の並列リーグ構成を採る場合は、リーグ戦での上位校でさらにトーナメント方式などによる選手権大会を実施する場合がある。
大会運営や組織体系については、体協加盟の競技団体もあれば、独自路線をとっている競技もあるので、個々の連盟の競技体系・運営形態・歴史的経緯などの詳細については当該項目を参照の事。
なお、本項目では対戦方式の形態によらず、競技対戦の大会は全てリーグ戦という認識の上に立って説明する。

## 関東大学リーグ一覧
※名称にリーグ戦・選手権を使用していない場合も対象にしている。関東リーグ戦・関東選手権に相当するものが無い場合は、準じるものを記載。リーグ戦と選手権大会の運営がそれぞれ別体系の競技については双方を併記した。
- アメリカンフットボール
  - 関東大学アメリカンフットボールリーグ 主催：関東学生アメリカンフットボール連盟
  - 関東大学アメリカンフットボール医科歯科リーグ 主催：関東学生アメリカンフットボール連盟

- カーリング　（※日本学生氷上競技連盟）
- 剣道　（関東学生剣道連盟）
- ゴルフ　　（関東学生ゴルフ連盟）
- サッカー
  - 関東大学サッカーリーグ戦　主催：関東大学サッカー連盟

- 自転車競技　（関東学生自転車競技連盟）
- 柔道　（関東学生柔道連盟）
- 水泳　（日本水泳連盟学生委員会関東支部）
- スケート　（※日本学生氷上競技連盟）
- 相撲　（※東日本学生相撲連盟）

- ソフトボール
  - 東京都大学ソフトボールリーグ戦　主催：東京都大学ソフトボール連盟

- 卓球
  - 関東大学卓球リーグ戦　主催：関東学生卓球連盟

- タッチフットボール
- テニス
  - 硬式
    - 関東大学テニスリーグ戦　主催：関東学生テニス連盟

  - 軟式
    - 関東大学ソフトテニスリーグ戦　主催：関東学生ソフトテニス連盟

- バドミントン
  - 関東大学バドミントンリーグ戦　主催：関東学生バドミントン連盟

- バスケットボール
  - 関東大学バスケットボールリーグ戦　主催：男子→関東大学バスケットボール連盟／女子→関東大学女子バスケットボール連盟

- バレーボール
  - 関東大学バレーボールリーグ戦　主催：関東大学バレーボール連盟

- ハンドボール
  - 関東大学ハンドボールリーグ戦　主催：関東学生ハンドボール連盟

- フェンシング
  - 関東大学フェンシング選手権大会　主催：関東学生フェンシング連盟

- ボクシング
  - 関東大学ボクシングリーグ戦　主催：関東アマチュアボクシング連盟

- 野球　（各部門を統一する機構が存在しない為、多岐に渡る）
  - 硬式　（組織体系が複雑な為、多岐に渡る）
    - 関東地区大学野球選手権大会　主催：関東地区大学野球連盟協議会
    - 関甲新学生野球リーグ戦　主催：関甲新学生野球連盟
    - 千葉県大学野球リーグ戦　主催：千葉県大学野球連盟
    - 東京新大学野球リーグ戦　主催：東京新大学野球連盟
    - 東京六大学野球リーグ戦　主催：東京六大学野球連盟
    - 東都大学野球リーグ戦　主催：東都大学野球連盟
    - 首都大学野球リーグ戦　主催：首都大学野球連盟
    - 神奈川大学野球リーグ戦　主催：神奈川大学野球連盟
    - 東京六大学理工科野球リーグ戦　主催：東京六大学理工科野球連盟

  - 準硬式
    - 関東地区大学準硬式野球選手権大会　主催：関東地区大学準硬式野球連盟
    - 北関東大学準硬式野球リーグ戦　主催：北関東大学準硬式野球連盟
    - 新関東大学準硬式野球リーグ戦　主催：新関東大学準硬式野球連盟
    - 東京六大学準硬式野球リーグ戦　主催：東京六大学準硬式野球連盟
    - 東都大学準硬式野球リーグ戦　主催：東都大学準硬式野球連盟
    - 神奈川大学準硬式野球リーグ戦　主催：神奈川大学準硬式野球連盟

  - 軟式
    - 北関東大学軟式野球リーグ戦　主催：北関東大学軟式野球連盟
    - 東京六大学軟式野球リーグ戦　主催：東京六大学軟式野球連盟
    - 首都大学軟式野球リーグ戦　主催：首都大学軟式野球連盟
    - 東都大学軟式野球リーグ戦　主催：東都大学軟式野球連盟
    - 東関東大学軟式野球リーグ戦　主催：東関東大学軟式野球連盟
    - 南関東大学軟式野球リーグ戦　主催：南関東大学軟式野球連盟
    - 関関II部大学軟式野球リーグ戦　主催：関関II部大学軟式野球連盟
    - 関東新大学軟式野球リーグ戦　主催：関東新大学軟式野球連盟
    - 東都学生軟式野球リーグ戦　主催：東都学生軟式野球連盟
    - 首都学生軟式野球リーグ戦　主催：首都学生軟式野球連盟

- ラクロス　（関東学生ラクロス連盟）
- ラグビー
  - 関東大学ラグビー対校戦　主催：関東ラグビーフットボール協会
  - 関東大学ラグビーリーグ戦　主催：関東ラグビーフットボール協会／関東大学ラグビーフットボール連盟
  - 全国地区対抗大学ラグビー関東1区　主催：関東ラグビーフットボール協会
  - 全国地区対抗大学ラグビー関東2区　主催：関東ラグビーフットボール協会

- 陸上競技
  - 関東学生陸上競技対校選手権大会　主催：関東学生陸上競技連盟

- レスリング　（※東日本学生レスリング連盟）